# Christian Ostertag

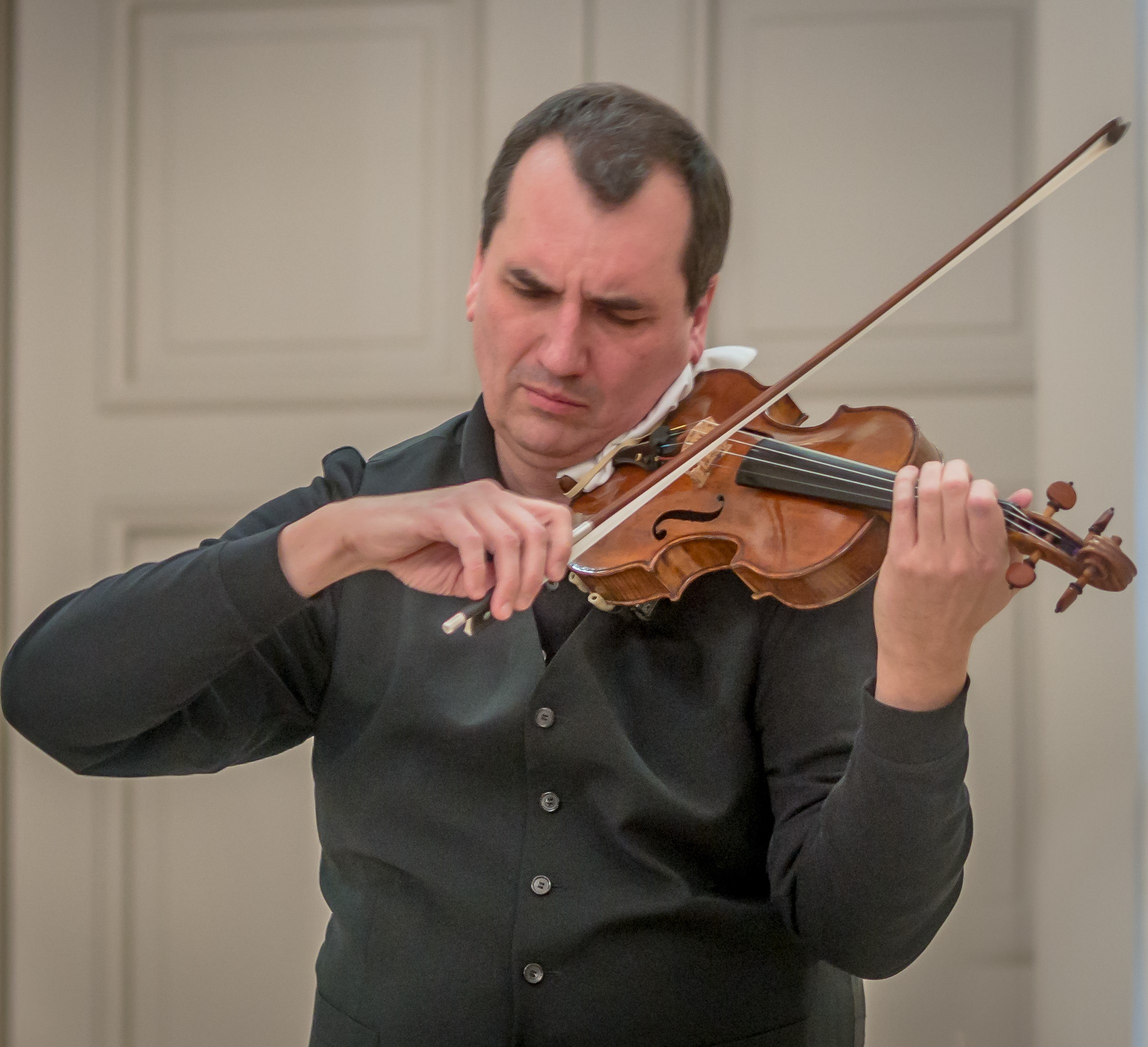
Christian Ostertag (2016)

Christian Ostertag (* 1963 in Karlsruhe) ist ein deutscher Violinist aus einer deutsch-ungarischen Musikerfamilie. Seine Mutter war Pianistin, sein Vater ist der Cellist Martin Ostertag. 

## Leben
Christian Ostertag erhielt mit fünf Jahren seinen ersten Geigenunterricht und wurde zunächst von Thomas Egel-Goldschmidt, später von Valery Gradow und Rainer Kussmaul bis zum Konzertexamen (1992) ausgebildet.  
Ergänzende Privatstudien bei Gérard Poulet, Paris und Rony Rogoff, New York, gaben entscheidende Impulse. Stipendien der Oscar-und-Vera-Ritter-Stiftung, der Kunststiftung Baden-Württemberg sowie der Käthe-Dannenmann-Stiftung unterstützten sein Studium ebenso wie die mehrjährige Leihgabe einer Violine von Giovanni Battista Guadagnini (Turin 1773) durch die Landessammlung Baden-Württemberg. 
Er gewann 1990 den Preis des Deutschen Musikwettbewerbs und wurde in die 35. Bundesauswahl Konzerte Junger Künstler aufgenommen, welche er in der Saison 1991/92 zusammen mit dem Münchner Pianisten Fritz Schwinghammer, mit dem er seitdem ein festes Duo bildet, absolvierte. 
1993 erhielt er seine erste feste Anstellung als 1. Konzertmeister der Düsseldorfer Symphoniker (Deutsche Oper am Rhein).  
1996 wechselte er als 1. Konzertmeister zum damaligen SWR Sinfonieorchester Baden-Baden und Freiburg, welches 2016 mit dem SWR-Radiosinfonieorchester Stuttgart zum SWR Symphonieorchester fusioniert wurde.
2001 verlieh ihm die Kulturstiftung „Pro Europa“ den Europäischen Solistenpreis.
2005 bis 2017 hatte er neben seiner Orchesterstelle eine Professur für Violine an der Musikhochschule Trossingen inne.
Daneben tritt er im In- und Ausland als Konzertsolist und Kammermusiker auf und unterrichtet auf Meisterkursen wie z. B. bei „Allegro vivo“ oder dem „Forum Artium“. Sein Repertoire umfasst die großen Werke der Klassik und Romantik bis hin zu den Konzerten von Philip Glass und Henri Dutilleux, den „Ariosi“ von Hans Werner Henze oder der Serenade von Leonard Bernstein. Das 1. Violinkonzert op. posth. von Béla Bartók mit dem SWR-SO unter Michael Gielen wurde 2006 in die Bestenliste des Preises der Deutschen Schallplattenkritik aufgenommen.
Seit 2017 ist er Professor für Violine an der Hochschule für Musik Karlsruhe.